# 1,2-bis(difenylfosfino)ethan
1,2-Bis(difenylfosfino)ethan (zkráceně dppe) je organická sloučenina se vzorcem (Ph2PCH2)2 (Ph = fenyl). Používá se v koordinační chemii jako bidentátní ligand. Jedná se o bílou pevnou látku rozpustnou v organických rozpouštědlech.

## Příprava
Příprava dppe začíná alkylací difenylfosfidu sodného, NaPPh2:
P(C6H5)3 + 2 Na → NaP(C6H5)2 + NaC6H5
NaC6H5, snadno oxidovatelný na vzduchu, následně reaguje s 1,2-dichlorethanem (ClCH2CH2Cl) na dppe:
2 NaC6H5 + ClCH2CH2Cl → (C6H5)2PCH2CH2P(C6H5)2 + 2 NaCl

## Reakce

Bis(dppe) komplex HFeCl(dppe)_{2} je jedním z nejlépe dostupných hydridů přechodnýcjh kovů.

Redukcí dppe lithiem vzniká PhHP(CH2)2PHPh.
Ph2P(CH2)2PPh2 + 4 Li → PhLiP(CH2)2PLiPh + 2 PhLi
Hydrolýzou vzniká bis(sekundární fosfin):
PhLiP(CH2)2PLiPh + 2 PhLi + 4H2O → PhHP(CH2)2PHPh + 4 LiOH + 2 C6H6
Reakcí dppe s oxidačními činidly, jako je peroxid vodíku nebo vodný roztok bromu vzniká jako důsledek neselektivní oxidace dppeO (s malými výtěžnostmi, například 13 %). Selektivně lze dppe oxidovat pomocí PhCH2Br.
Ph2P(CH2)2PPh2 + PhCH2Br → Ph2P(CH2)2PPh2(CH2Ph)+Br−
Hydrogenace dppe dává ligand bis(dicyklohexylfosfino)ethan.

## Komplexy
Je známo velké množství komplexů dppe, přičemž některé z nich se používají jako homogenní katalyzátory. Dppe téměř vždy funguje jako chelatující ligand, i když jsou také popsány komplexy, ve kterých je monodentátní (například W(CO)5(dppe))nebo tvoří můstek.